# Meistriliiga 2024
La Meistriliiga 2024, nota anche come A. Le Coq Premium Liiga 2024 per ragioni di sponsorizzazione, è stata la 34ª edizione della massima serie del campionato estone di calcio. La stagione è iniziata il 1º marzo 2024 e terminata il 9 novembre 2024.
Il Levadia Tallinn ha vinto il torneo per l'undicesima volta nella sua storia e tre anni dopo l'ultimo successo.

## Stagione

### Novità
Dalla Meistriliiga 2023 è retrocesso l'Harju Laagri, classificatosi all'ultimo posto, mentre dall'Esiliiga 2023 è stato promosso il Nõmme United, primo classificato ed esordiente in massima serie.

### Formula
Le 10 squadre partecipanti si affrontano in un doppio girone di andata e ritorno, per un totale di 36 giornate. La squadra campione di Estonia ha diritto a partecipare alla UEFA Champions League 2025-2026 partendo dal primo turno di qualificazione. Le squadre classificate al secondo e terzo posto sono ammesse alla UEFA Europa Conference League 2025-2026 partendo dal primo turno di qualificazione, assieme alla squadra vincitrice della coppa nazionale. L'ultima classificata retrocede direttamente in Esiliiga, mentre la penultima disputa uno spareggio contro la seconda classificata della Esiliiga per la permanenza in Meistriliiga.

### Avvenimenti
Un ottimo avvio di campionato, con sette vittorie consecutive, permette al Levadia Tallinn di installarsi al primo posto solitario in classifica già dalla quarta giornata. La seconda posizione è inizialmente contesa tra Kalju Nõmme e Paide, ai quali si aggiunge successivamente il Flora Tallinn, in rimonta dopo un inizio incerto. Davanti a tutti il Levadia continua la striscia positiva di risultati e a metà stagione ha 14 punti di vantaggio sul Kalju. Anche nella seconda parte del campionato la situazione in alta classifica si mantiene inalterata e il Levadia conquista matematicamente il primo posto con quattro turni di anticipo, con la vittoria per 0-3 sul Tammeka Tartu alla 32° giornata. Per il secondo posto, la lotta rimane aperta tra Flora, Kalju e Paide fino all'ultima giornata, quando la vittoria di tutti e tre i concorrenti mantiene il Kalju secondo, a pari punti col Paide ma favorito dagli scontri diretti, e il Flora in quarta piazza. A fondo classifica retrocede già a diverse giornate dalla fine il Nõmme United, mentre il Kalev Tallinn, penultimo arrivato, prevale infine allo spareggio promozione/retrocessione contro il Viimsi, conservando il posto in massima serie.

## Squadre partecipanti
| Club            | Città      | Stadio                   | Stagione 2023                  |
| --------------- | ---------- | ------------------------ | ------------------------------ |
| Flora Tallinn   | Tallinn    | A. Le Coq Arena          | Campione d'Estonia             |
| Kalev Tallinn   | Tallinn    | Kadrioru Staadion        | 3º posto in Meistriliiga       |
| Kalju Nõmme     | Tallinn    | Hiiu Staadion            | 5º posto in Meistriliiga       |
| Kuressaare      | Kuressaare | Kuressaare Linnastaadion | 7º posto in Meistriliiga       |
| Levadia Tallinn | Tallinn    | A. Le Coq Arena          | 2º posto in Meistriliiga       |
| Nõmme United    | Tallinn    | Männiku Staadion         | 1º posto in Esiliiga, promosso |
| Paide           | Paide      | Paide Linnastaadion      | 4º posto in Meistriliiga       |
| Tammeka Tartu   | Tartu      | Tamme Staadion           | 9º posto in Meistriliiga       |
| Trans Narva     | Narva      | Kreenholmi Staadion      | 8º posto in Meistriliiga       |
| Vaprus Pärnu    | Pärnu      | Pärnu Rännastaadion      | 6º posto in Meistriliiga       |

## Stagione regolare

### Classifica finale
|  | Pos. | Squadra         | Pt | G  | V  | N  | P  | GF | GS | DR  |
|  | ---- | --------------- | -- | -- | -- | -- | -- | -- | -- | --- |
|  | 1.   | Levadia Tallinn | 87 | 36 | 27 | 6  | 3  | 82 | 19 | +63 |
|  | 2.   | Kalju Nõmme     | 72 | 36 | 21 | 9  | 6  | 79 | 44 | +35 |
|  | 3.   | Paide           | 72 | 36 | 23 | 3  | 10 | 74 | 39 | +35 |
|  | 4.   | Flora Tallinn   | 70 | 36 | 21 | 7  | 8  | 69 | 43 | +26 |
|  | 5.   | Tammeka Tartu   | 42 | 36 | 11 | 9  | 16 | 47 | 54 | -7  |
|  | 6.   | Trans Narva     | 42 | 36 | 10 | 12 | 14 | 48 | 63 | -15 |
|  | 7.   | Vaprus Pärnu    | 35 | 36 | 9  | 8  | 19 | 35 | 57 | -22 |
|  | 8.   | Kuressaare      | 34 | 36 | 8  | 10 | 18 | 46 | 67 | -21 |
|  | 9.   | Kalev Tallinn   | 31 | 36 | 8  | 7  | 21 | 37 | 74 | -37 |
|  | 10.  | Nõmme United    | 15 | 36 | 2  | 9  | 25 | 22 | 79 | -57 |

Legenda:
      Campione di Estonia e ammessa alla UEFA Champions League 2025-2026
      Ammessa alla UEFA Europa Conference League 2025-2026
 Ammessa allo spareggio promozione-retrocessione
      Retrocessa in Esiiliga 2025.
Regolamento:
Tre punti a vittoria, uno a pareggio, zero a sconfitta.
La classifica viene stilata secondo i seguenti criteri:
- Punti conquistati
- Spareggio (solo per decidere la squadra campione)
- Meno partite perse a tavolino
- Partite vinte
- Punti conquistati negli scontri diretti
- Differenza reti negli scontri diretti
- Differenza reti generale
- Reti totali realizzate
- Fair-play ranking

### Risultati

#### Partite (1-18)
|                 | Flo  | Kal  | Klj  | Kur  | Lev  | NõU  | Pai  | Tam  | Tra  | Vap  |
| --------------- | ---- | ---- | ---- | ---- | ---- | ---- | ---- | ---- | ---- | ---- |
| Flora Tallinn   | –––– | 2-2  | 2-2  | 1-0  | 1-0  | 2-0  | 2-0  | 3-1  | 4-3  | 0-1  |
| Kalev Tallinn   | 2-3  | –––– | 0-2  | 2-2  | 0-2  | 2-0  | 2-5  | 1-1  | 1-0  | 3-1  |
| Kalju Nõmme     | 0-0  | 2-0  | –––– | 3-0  | 1-5  | 1-1  | 2-1  | 4-2  | 3-0  | 4-2  |
| Kuressaare      | 2-2  | 3-0  | 0-6  | –––– | 0-6  | 1-1  | 0-2  | 0-0  | 5-0  | 2-2  |
| Levadia Tallinn | 1-0  | 2-2  | 0-0  | 2-0  | –––– | 2-0  | 2-0  | 2-1  | 6-0  | 1-1  |
| Nõmme United    | 1-1  | 0-2  | 0-0  | 1-1  | 0-6  | –––– | 0-1  | 2-1  | 1-3  | 2-1  |
| Paide           | 2-1  | 2-0  | 0-2  | 3-1  | 0-1  | 3-1  | –––– | 0-1  | 2-2  | 0-1  |
| Tammeka Tartu   | 0-0  | 4-0  | 1-1  | 1-2  | 0-3  | 2-1  | 1-2  | –––– | 0-2  | 1-0  |
| Trans Narva     | 1-3  | 2-2  | 4-1  | 0-1  | 1-2  | 2-0  | 1-1  | 0-5  | –––– | 0-0  |
| Vaprus Pärnu    | 1-3  | 0-1  | 1-2  | 3-2  | 0-2  | 2-1  | 0-3  | 1-1  | 1-4  | –––– |

#### Partite (19-36)
|                 | Flo  | Kal  | Klj  | Kur  | Lev  | NõU  | Pai  | Tam  | Tra  | Vap  |
| --------------- | ---- | ---- | ---- | ---- | ---- | ---- | ---- | ---- | ---- | ---- |
| Flora Tallinn   | –––– | 5-1  | 3-2  | 3-0  | 2-1  | 1-0  | 1-3  | 2-1  | 3-1  | 3-0  |
| Kalev Tallinn   | 0-3  | –––– | 0-2  | 0-3  | 1-2  | 1-0  | 3-2  | 1-2  | 0-1  | 1-0  |
| Kalju Nõmme     | 3-0  | 3-1  | –––– | 5-1  | 0-4  | 3-0  | 2-4  | 3-0  | 2-2  | 2-1  |
| Kuressaare      | 3-4  | 2-1  | 1-2  | –––– | 0-1  | 4-1  | 0-2  | 0-0  | 0-1  | 1-1  |
| Levadia Tallinn | 4-2  | 4-0  | 3-0  | 0-0  | –––– | 1-1  | 1-0  | 3-1  | 0-0  | 3-1  |
| Nõmme United    | 0-4  | 1-1  | 0-4  | 2-2  | 0-1  | –––– | 0-4  | 1-2  | 0-4  | 0-2  |
| Paide           | 2-1  | 3-1  | 1-1  | 4-3  | 3-0  | 7-2  | –––– | 2-0  | 2-3  | 1-0  |
| Tammeka Tartu   | 2-0  | 4-1  | 2-3  | 2-1  | 0-3  | 1-1  | 1-3  | –––– | 3-3  | 0-1  |
| Trans Narva     | 1-1  | 2-2  | 2-2  | 0-2  | 0-2  | 2-1  | 0-3  | 0-1  | –––– | 1-1  |
| Vaprus Pärnu    | 0-1  | 2-0  | 0-4  | 3-1  | 1-4  | 2-0  | 0-1  | 2-2  | 0-0  | –––– |

## Spareggio promozione/retrocessione
|               | Risultati      |               | Luogo e data              |
| ------------- | -------------- | ------------- | ------------------------- |
| Viimsi        | 1 - 1          | Kalev Tallinn | Viimsi, 24 novembre 2024  |
| Kalev Tallinn | 1 - 0 (d.t.s.) | Viimsi        | Tallinn, 30 novembre 2024 |
|               |                |               |                           |

## Statistiche

### Capoliste solitarie
|    | —— | —— | ——      | —— | —— | —— | —— | —— | ——  | ——  | ——  | ——  | ——  | ——  | ——  | ——  | ——  | ——  | ——  | ——  | ——  | ——  | ——  | ——  | ——  | ——  | ——  | ——  | ——  | ——  | ——  | ——  | ——  | ——  | ——  | —— |  |
|    |    |    | Levadia |    |    |    |    |    |     |     |     |     |     |     |     |     |     |     |     |     |     |     |     |     |     |     |     |     |     |     |     |     |     |     |     |    |  |
|    |    |    |         |    |    |    |    |    |     |     |     |     |     |     |     |     |     |     |     |     |     |     |     |     |     |     |     |     |     |     |     |     |     |     |     |    |  |
|    |    |    |         |    |    |    |    |    |     |     |     |     |     |     |     |     |     |     |     |     |     |     |     |     |     |     |     |     |     |     |     |     |     |     |     |    |  |
| 1ª | 2ª | 3ª | 4ª      | 5ª | 6ª | 7ª | 8ª | 9ª | 10ª | 11ª | 12ª | 13ª | 14ª | 15ª | 16ª | 17ª | 18ª | 19ª | 20ª | 21ª | 22ª | 23ª | 24ª | 25ª | 26ª | 27ª | 28ª | 29ª | 30ª | 31ª | 32ª | 33ª | 34ª | 35ª | 36ª |    |  |

### Classifica marcatori
| Gol |  |  | Giocatore         | Squadra         |
| --- |  |  | ----------------- | --------------- |
| 28  |  |  | Alex Tamm         | Kalju Nõmme     |
| 17  |  |  | Sergei Zenjov     | Flora Tallinn   |
| 15  |  |  | Mark Lepik        | Flora Tallinn   |
| 15  |  |  | Ahmed Adebayo     | Tammeka         |
| 15  |  |  | Robi Saarma       | Paide           |
| 14  |  |  | Promise David     | Kalju Nõmme     |
| 13  |  |  | Abdoulie Ceesay   | Paide           |
| 11  |  |  | Felipe Felício    | Levadia Tallinn |
| 11  |  |  | Mihkel Ainsalu    | Levadia Tallinn |
| 11  |  |  | Sergo Kukhianidze | Trans Narva     |
| 11  |  |  | Ats Purje         | Kalev Tallinn   |
| 11  |  |  | Pierre Kaboré     | Trans Narva     |